# Akoupé
Akoupé är en stad i sydöstra Elfenbenskusten, ungefär 142 kilometer från Abidjan. Akoupé var tidigare sous-préfecture-huvudort i departementet Adzopé, men blev huvudort i ett eget departement, också det kallat Akoupé, i juni 2007. Staden har cirka 27 000 invånare.
Ursprungsbefolkningen i denna stad tillhör den etniska gruppen attié, även kallad akyé.